# Tampon phosphate salin
Le tampon phosphate salin (souvent abrégé PBS, de l'anglais phosphate-buffered saline) est une solution tampon couramment utilisée en biochimie. Il s'agit d'un soluté physiologique contenant du chlorure de sodium, du phosphate disodique, du phosphate monopotassique et un peu de chlorure de potassium. En général, la concentration de ces sels est celle du corps humain (isotonicité). Ce tampon sert surtout à rincer les cellules lorsqu'il faut enlever toute trace de milieu avant de les traiter. Il est prévu pour un usage sur les cellules maintenues hors de l'incubateur à CO2 et n'est pas conçu pour des incubations à long terme. 
Son pouvoir tampon repose sur le couple dihydrogénophosphate / hydrogénophosphate (pKA= 7,2), qui est par ailleurs un des trois grands mécanismes permettant le maintien du pH sanguin (HPO42− + H+ = H2PO4−).

## Préparation
Pour préparer 1000 mL de PBS 1x :
| Concentration et réactifs | Quantité |
| ------------------------- | -------- |
| 137 mM NaCl               | 8,0 g/L  |
| 2,7 mM KCl                | 0,2 g/L  |
| 10 mM Na2HPO4             | 1,42 g/L |
| 1,76 mM KH2PO4            | 0,24 g/L |

Pour certains usages, on ajoute à ce tampon un sel de calcium (CaCl2) ou de magnésium (MgCl2).
La façon la plus simple de préparer une solution de PBS est d'utiliser des comprimés commerciaux de tampon PBS. Ils sont formulés pour donner une solution de PBS prête à l'emploi après dissolution dans une certaine quantité d'eau distillée.

## Applications
Le tampon phosphate a de nombreuses applications de par son isotonicité et sa non-toxicité. Il peut être utilisé comme solvant, et comme solution de rinçage. Comme il structure l'eau autour des biomolécules (protéines, protéines enzymatiques, etc.) immobilisées sur des surfaces solides, le tampon phosphate peut aussi être utilisé comme diluant pour assurer le stockage à sec de celles-ci. Ces couches minces d'eau permettent d'empêcher la dénaturation des biomolécules, ou des changements conformationnels. Il est possible d'utiliser un tampon carbonate pour assurer la même fonction, mais celui-ci est moins efficace. Le tampon phosphate peut également servir de spectre de référence en ellipsométrie lors de la mesure de l'adsorption d'une protéine, dans le cas où les protéines sont par la suite mesurées diluées dans cette même solution de PBS.
Des additifs permettent d'étendre son champ d'application. Ainsi, un mélange d'EDTA et de PBS permet de détacher des cellules amassées. En revanche, son utilisation avec des métaux bivalents peut causer un précipité. Pour ce genre d'usage, un tampon de Good est souvent plus adapté.